# 東経126度線
東経126度線（とうけい126どせん）は、本初子午線面から東へ126度の角度を成す経線である。北極点から北極海、アジア、太平洋、オーストラリア、インド洋、南極海、南極大陸を通過して南極点までを結ぶ。東経126度線は西経54度線と共に大円を形成する。

## 通過する国・地点
東経126度線は、北極点から南極点まで南に向かって以下の場所を通っている。
| 地理座標                                               | 国土・領土・領海   | 備考 |
| ------------------------------------------------------ | ------------------ | --- |
| 北緯90度0分 東経126度0分 / 北緯90.000度 東経126.000度  | 北極海             | |
| 北緯77度41分 東経126度0分 / 北緯77.683度 東経126.000度 | ラプテフ海         | |
| 北緯73度31分 東経126度0分 / 北緯73.517度 東経126.000度 | ロシア             | レナ川デルタを通過 |
| 北緯52度46分 東経126度0分 / 北緯52.767度 東経126.000度 | 中華人民共和国     | 黒龍江省 — 約10km |
| 北緯52度40分 東経126度0分 / 北緯52.667度 東経126.000度 | ロシア             | 約9km |
| 北緯52度35分 東経126度0分 / 北緯52.583度 東経126.000度 | 中華人民共和国     | 黒龍江省 内モンゴル自治区（北緯50度56分 東経126度0分 / 北緯50.933度 東経126.000度から約1km） 黒龍江省（北緯50度55分 東経126度0分 / 北緯50.917度 東経126.000度から） 吉林省（北緯45度11分 東経126度0分 / 北緯45.183度 東経126.000度から） |
| 北緯40度56分 東経126度0分 / 北緯40.933度 東経126.000度 | 北朝鮮             | 慈江道 — 約2km |
| 北緯40度55分 東経126度0分 / 北緯40.917度 東経126.000度 | 中華人民共和国     | 吉林省 — 約2km |
| 北緯40度53分 東経126度0分 / 北緯40.883度 東経126.000度 | 北朝鮮             | 慈江道 平安北道 平安南道 平壌直轄市 - 中心部の東を通過 黄海北道 黄海南道 |
| 北緯37度52分 東経126度0分 / 北緯37.867度 東経126.000度 | 黄海               | 京畿湾 - 徳積群島を通過 泰安半島（朝鮮語版）の西を通過 |
| 北緯34度53分 東経126度0分 / 北緯34.883度 東経126.000度 | 韓国               | 新安郡・珍島郡のいくつかの島を通過 |
| 北緯34度15分 東経126度0分 / 北緯34.250度 東経126.000度 | 黄海               | 韓国・済州島（北緯33度17分 東経126度9分 / 北緯33.283度 東経126.150度）の西を通過 |
| 北緯33度17分 東経126度0分 / 北緯33.283度 東経126.000度 | 東シナ海           | |
| 北緯25度15分 東経126度0分 / 北緯25.250度 東経126.000度 | 太平洋             | フィリピン海 — フィリピン・カリコアーン島（英語版）（北緯10度56分 東経125度50分 / 北緯10.933度 東経125.833度）の東を通過 — フィリピン・スルアン島（北緯10度45分 東経125度58分 / 北緯10.750度 東経125.967度）の東を通過                   |
| 北緯9度57分 東経126度0分 / 北緯9.950度 東経126.000度   | フィリピン         | シアーガオ島（英語版）、ミドル・ブカス島 |
| 北緯9度42分 東経126度0分 / 北緯9.700度 東経126.000度   | 太平洋             | フィリピン海 |
| 北緯9度18分 東経126度0分 / 北緯9.300度 東経126.000度   | フィリピン         | ミンダナオ島 |
| 北緯6度54分 東経126度0分 / 北緯6.900度 東経126.000度   | ダバオ湾（英語版） | |
| 北緯6度12分 東経126度0分 / 北緯6.200度 東経126.000度   | 太平洋             | |
| 北緯3度29分 東経126度0分 / 北緯3.483度 東経126.000度   | モルッカ海         | |
| 南緯1度48分 東経126度0分 / 南緯1.800度 東経126.000度   | インドネシア       | マンゴレ島（英語版） |
| 南緯1度54分 東経126度0分 / 南緯1.900度 東経126.000度   | セラム海           | |
| 南緯2度15分 東経126度0分 / 南緯2.250度 東経126.000度   | インドネシア       | サナナ島 |
| 南緯2度28分 東経126度0分 / 南緯2.467度 東経126.000度   | バンダ海           | |
| 南緯3度13分 東経126度0分 / 南緯3.217度 東経126.000度   | インドネシア       | ブル島 — 最西端 |
| 南緯3度18分 東経126度0分 / 南緯3.300度 東経126.000度   | バンダ海           | |
| 南緯7度40分 東経126度0分 / 南緯7.667度 東経126.000度   | インドネシア       | ウェタル島 |
| 南緯7度54分 東経126度0分 / 南緯7.900度 東経126.000度   | バンダ海           | |
| 南緯8度30分 東経126度0分 / 南緯8.500度 東経126.000度   | 東ティモール       | ティモール島 |
| 南緯9度6分 東経126度0分 / 南緯9.100度 東経126.000度    | ティモール海       | |
| 南緯13度7分 東経126度0分 / 南緯13.117度 東経126.000度  | インド洋           | |
| 南緯14度1分 東経126度0分 / 南緯14.017度 東経126.000度  | オーストラリア     | 西オーストラリア州 |
| 南緯32度17分 東経126度0分 / 南緯32.283度 東経126.000度 | インド洋           | オーストラリア当局は当海域が南極海の一部である旨を主張している[1][2] |
| 南緯60度0分 東経126度0分 / 南緯60.000度 東経126.000度  | 南極海             | |
| 南緯66度17分 東経126度0分 / 南緯66.283度 東経126.000度 | 南極大陸           | オーストラリア南極領土 - オーストラリアが領有権主張 |